# 少年之名
少年之名（英題：We Are Young）は、中国の動画配信サービスYoukuによる2020年のボーイズグループオーディション番組である。視聴者投票によって選ばれた上位7名の練習生は、「S.K.Y（天空少年）」としてデビューした。

## 概要
2020年にYoukuが製作と配信を行ったボーイズグループオーディション番組である。50の芸能事務所と個人練習生からなる計84名の練習生が参加し、2020年6月26日より放送が開始。視聴者投票によってボーイズグループとしてデビューする7人のメンバーを決定する。
初回の歌とダンスのレベル分けテストで「進港区」と「待定区」の2つのチームに分けられるが、「進港区」に選ばれた場合のみ番組に参加可能となり、その後は視聴者投票によって番組に残るメンバーが決められる。なお、「待定区」に選ばれた場合には、番組から降板となってしまう。また、番組のテーマは、「拼勁全力奔向你」である。

## 放送日程
- 第一話（2020年6月26日）：レベル分けテスト（前半）

- 第二話（2020年7月3日）：レベル分けテスト（後半）

- 第三話（2020年7月10日）：第一回公演

- 第四話（2020年7月16日、17日）：第二回公演

- 第五話（2020年7月23日、24日）：少年派対

- 第六話（2020年7月30日、31日）：第三回公演（前半）

- 第七話（2020年8月6日、7日）：第三回公演（後半）、第一回順位発表式

- 第八話（2020年8月13日、14日）：少年出逃記

- 第九話（2020年8月20日、21日）：第四回公演、第二回順位発表式

- 第十話（2020年8月28日）：ファイナル

## トレーナーチーム
- 少年プロデューサー：張芸興[6]（レイ）
- 少年之名トレーナー：郭敬明
- 全能音楽トレーナー：胡彦斌
- ダンストレーナー：程瀟（ソンソ）、韓宇[7]
- 特別トレーニングコーチ：VAVA（ラップ担当）、 余衍林（ストリートダンス担当）、劉雋（ダンス担当）、譚洲（声楽担当）
- 少年探索人：易烊千璽[8]

## 練習生
| 名前           | 出身地             | 生年月日               | 身長  | 所属事務所                   | 所属グループ、出演番組                                        | レベル分け | 最終順位 |
| -------------- | ------------------ | ---------------------- | ----- | ---------------------------- | ------------------------------------------------------------- | ---------- | -------- |
| 李希侃         | 浙江省             | 1998年4月11日（26歳）  | 181cm | 個人練習生                   | MR-X 元メンバー 偶像練習生 出演 追球 出演                     | 進港       | 1        |
| 左林傑         | 上海市             | 2002年1月30日（23歳）  | 181cm | 紅熠文化                     |                                                               | 進港       | 2        |
| 胡文煊         | 安徽省             | 1999年5月23日（25歳）  | 185cm | YUE HUA Entertainment        | 沙漠五子D5 メンバー 青春有你 出演                             | 進港       | 3        |
| 郭震           | 河南省             | 2002年8月11日（22歳）  | 183cm | 巨音時空娯楽                 | 明日之子シーズン2 出演                                        | 進港       | 4        |
| 左葉           | 四川省             | 2001年3月18日（24歳）  | 180cm | 覚醒東方                     | Awaken-F メンバー 偶像練習生 出演                             | 進港       | 5        |
| 鄭人予         | 西安市             | 1996年8月30日（28歳）  | 176cm | 末禾娯楽                     | 星動亜洲 出演                                                 | 進港       | 6        |
| 林陌           | 広西チワン族自治区 | 1993年11月20日（31歳） | 180cm | 匠星娯楽                     | 青春有你 出演                                                 | 進港       | 7        |
| 林染           | 四川省             | 1999年8月14日（25歳）  | 173cm | AIF娯楽                      | 創造営2019 出演 GOLDEN AGE                                    | 進港       | 8        |
| 楊超文         | 四川省             | 2001年11月2日（23歳）  | 176cm | 盛夏星空                     | 盛夏崽崽 メンバー                                             | 進港       | 9        |
| 徐聖恩         | 遼寧省             | 1996年4月3日（28歳）   | 177cm | 新特娯楽                     | NGC_Kepler11 元メンバー kidult メンバー 偶像練習生 出演       | 進港       | 10       |
| 蘇勛倫         | 広東省             | 2000年5月20日（24歳）  | 176cm | YUE HUA Entertainment        | 新風暴 メンバー 以団之名 出演                                 | 進港       | 11       |
| 崔少鵬         | 広東省             | 1997年4月10日（27歳）  | 180   | 星映環球                     | CORE ONE メンバー kidult メンバー 青春有你 出演               | 進港       | 12       |
| 徐振軒         | 浙江省             | 2002年2月25日（23歳）  | 180cm | 金錠影視                     |                                                               | 進港       | 13       |
| 圳南           | 雲南省             | 1993年9月27日（31歳）  | 180cm | 匠星娯楽                     | Mr.鈦戈 メンバー kidult メンバー 青春有你 出演                | 進港       | 14       |
| 寇聰           | 四川省             | 1999年4月10日（25歳）  | 180cm | 未来壹娯楽                   | kidult メンバー 青春有你 出演                                 | 進港       | 15       |
| 展羽           | 浙江省             | 1997年6月21日（27歳）  | 182cm | 匠星娯楽                     | Mr.鈦戈 メンバー kidult メンバー 青春有你 出演                | 進港       | 16       |
| 段旭宇         | 北京市             | 2000年2月13日（25歳）  | 182cm | 個人練習生                   | 青春有你 出演 飛炫少年 出演                                   | 進港       | 17       |
| 張天賜         | 遼寧省             | 2002年3月17日（23歳）  | 170cm | 個人練習生                   | 這就是街舞 出演                                               | 進港       | 18       |
| 奥斯卡         | 四川省             | 1998年7月30日（26歳）  |       | 喜歓季節                     | 創造営2021 出演                                               | 進港       | 19       |
| 李昊           | 広東省             | 1997年7月2日（27歳）   | 173cm | 招牌文化                     | 明日之子 出演                                                 | 進港       | 20       |
| 袁林青         | 江西省             | 1998年5月3日（26歳）   | 173cm | 万立達娯楽                   |                                                               | 進港       | 21       |
| 黄俊融         | シンガポール       | 2000年10月14日（24歳） | 175cm | 新伝媒                       | 華人星光大道1 出演 夢想的声音 出演                            | 進港       | 22       |
| 陳鑫海         | 福建省             | 2001年7月5日（23歳）   | 182cm | 一得文化                     |                                                               | 進港       | 23       |
| 薛恩           | 台湾               | 1998年8月21日（26歳）  | 182cm | 創造力娯楽                   | C.T.O メンバー 娯楽百分百 出演                                | 進港       | 24       |
| 楊梓鑫         | 重慶市             | 1996年11月15日（28歳） | 180cm | 創造力娯楽                   | C.T.O メンバー 快楽男声2017 出演 娯楽百分百 メンバー          | 進港       | 25       |
| 靳凡           | 広東省             | 1994年11月27日（30歳） | 176cm | 匠星娯楽                     | Mr.鈦戈 メンバー 青春有你 出演                                | 進港       | 26       |
| 陳俊豪         | 四川省             | 1999年12月24日（25歳） | 178cm | 木加互娯                     | 青春有你 出演 青春有你3 出演                                  | 進港       | 27       |
| 陳一辰         | 福建省             | 2000年6月16日（24歳）  | 178cm | 個人練習生                   |                                                               | 進港       | 28       |
| 黄恩昱         | 浙江省             | 1996年12月25日（28歳） | 180cm | 弾指之間文化                 |                                                               | 進港       | 29       |
| 孫英豪         | シンガポール       | 1991年11月16日（33歳） |       | 個人練習生                   | 声林之王 シーズン1 出演                                       | 進港       | 30       |
| 李宸旭         | 湖南省             | 2002年4月10日（22歳）  |       | 亜歌文化                     |                                                               | 進港       | 31       |
| 許釗豪         | 四川省             | 1998年2月2日（27歳）   |       | 広東粤語伝媒                 | APLUS メンバー                                                | 進港       | 32       |
| 梓渝           | 江蘇省             | 2002年7月6日（22歳）   | 178cm | 花開半夏                     | 青春有你 出演 青春有你3 出演                                  | 進港       | 33       |
| 屈柏宇         | 四川省             | 2001年6月18日（23歳）  |       | 新華貝易                     | YESCAMP メンバー 創造営2021 出演                              | 進港       | 34       |
| 李在渓         | 北京市             | 1997年11月11日（27歳） | 188cm | 盛世乾坤                     | kidult メンバー                                               | 進港       | 35       |
| 沈博懐         | 遼寧省             | 1998年1月24日（27歳）  | 184cm | SDT娯楽                      | 青春有你 出演                                                 | 進港       | 36       |
| 洪偉豪         | 広東省             | 1997年6月3日（27歳）   | 190cm | 玖玖玖加                     | kidult メンバー                                               | 進港       | 37       |
| 詹仕偉         | 台湾               | 1997年1月8日（28歳）   | 175cm | 創造力娯楽                   | C.T.O メンバー 娯楽百分百 出演                                | 進港       | 38       |
| 孫鉑然         | 吉林省             | 2000年12月20日（24歳） |       | 1CM領誉                      | 明日之子 出演                                                 | 進港       | 39       |
| 王梓澐         | 北京市             | 2001年1月1日（24歳）   |       | 天浩盛世                     | ALIBI メンバー 雙胞胎兄 メンバー                              | 進港       | 40       |
| 洪振輝         | 新疆ウイグル自治区 | 1998年5月15日（26歳）  | 183cm | 太禾昇平                     |                                                               | 進港       | 41       |
| 楊朝陽         | 河北省             | 1999年10月26日（25歳） | 177cm | SDT娯楽                      | 青春有你 出演                                                 | 進港       | 42       |
| 蘇爾           | 四川省             | 1998年10月19日（26歳） |       | 極韻文化                     | 星動亜洲 出演                                                 | 進港       | 43       |
| 慕星遠         | 黒竜江省           | 1996年4月12日（28歳）  | 180cm | 匠星娯楽                     | JXMan メンバー 以団之名                                       | 進港       | 44       |
| 秦柱強         | 重慶市             | 1999年8月12日（25歳）  |       | 華影芸星                     |                                                               | 進港       | 45       |
| 陽兵卓         | 湖南省             | 1999年2月24日（26歳）  | 188cm | 1CM領誉                      | 新風暴 メンバー 以団之名 出演                                 | 進港       | 46       |
| 何懿峻         | 浙江省             | 2000年11月6日（24歳）  |       | 嘉行新悦                     | 創造営2021 出演                                               | 進港       | 47       |
| 王琳凱         | 新疆ウイグル自治区 | 2000年9月27日（24歳）  |       | 個人練習生                   | 青春有你 出演 青春有你3 出演                                  | 進港       | 48       |
| 馬昊文         | 甘粛省             | 1998年9月28日（26歳）  |       | 新華貝易                     | YESCAMP メンバー                                              | 進港       | 49       |
| 劉聰           | 湖南省             | 2001年9月29日（23歳）  | 185cm | 新華貝易                     | YESCAMP メンバー 創造営2021 出演                              | 進港       | 50       |
| 千喆           | 河南省             | 1996年6月26日（28歳）  | 188cm | 芒果娯楽                     | 神奇的漢字 出演                                               | 待定       |          |
| 巴図図拉嘎     | 内モンゴル自治区   | 1998年11月8日（26歳）  |       | 第二工作室                   |                                                               | 待定       |          |
| 王昭霖         | 山東省             | 1996年6月30日（28歳）  | 185cm | 第二工作室                   |                                                               | 待定       |          |
| 王梓寧         | 吉林省             | 1995年2月3日（30歳）   | 180cm | 創造力娯楽                   | C.T.O メンバー 快楽男声2017 出演 娯楽百分百 出演              | 待定       |          |
| 王梓澳         | 北京市             | 2001年1月1日（24歳）   |       | 天浩盛世                     | ALIBI メンバー 雙胞胎弟 メンバー 青春有你 出演 青春有你3 出演 | 待定       |          |
| 王麒博         | 浙江省             | 2000年7月30日（24歳）  |       | 個人練習生                   |                                                               | 待定       |          |
| 左其鉑         | 上海市             | 1992年1月19日（33歳）  | 182cm | 1CM領誉                      | SWIN メンバー 星動亜洲 出演 快楽男声2010 出演                 | 待定       |          |
| 徐安迪         | アメリカ合衆国     |                        |       | 個人練習生                   |                                                               | 待定       |          |
| 楊誠           | 四川省             |                        |       | 新華貝易                     | YESCAMP メンバー                                              | 待定       |          |
| 陳瑞沢         | 広東省             | 1999年12月24日（25歳） |       | STARSHIPエンターテインメント | 直通春晩2019 出演                                             | 待定       |          |
| 薛琮霖         | 台湾               | 2002年2月3日（23歳）   | 186cm | 覚得娯楽                     |                                                               | 待定       |          |
| 顔安           | 湖北省             | 2000年10月27日（24歳） | 184cm | 個人練習生                   |                                                               | 進港       |          |
| 陶源           | 重慶市             | 2000年8月17日（24歳）  |       | 天加一                       |                                                               | 待定       |          |
| 輝仔（劉唐輝） | 重慶市             | 2000年7月20日（24歳）  |       | 舒芙蕾娯楽                   | 創造営2021 出演                                               | 待定       |          |
| 徐一航         | 河南省             | 2000年3月21日（24歳）  |       | 個人選手                     |                                                               | 待定       |          |
| 張潮汐         | 重慶市             | 2000年2月12日（25歳）  |       | 黑金計劃                     |                                                               | 待定       |          |
| 符仁傑         | 江蘇省             | 2000年1月1日（25歳）   |       | 英模文化                     |                                                               | 待定       |          |
| 祖力亜爾       | 新疆ウイグル自治区 | 1999年8月28日（25歳）  | 188cm | 奇点娯楽                     |                                                               | 待定       |          |
| 柯博倫         | 広東省             | 1999年7月17日（25歳）  | 181cm | 唯鋒娯楽                     | AGEBOY メンバー                                               | 待定       |          |
| 李馞源         | 新疆ウイグル自治区 | 1999年4月19日（25歳）  |       | 黒金計劃                     |                                                               | 待定       |          |
| 郭奕康         | 山東省             | 1999年2月15日（26歳）  |       | 美幕影業                     |                                                               | 待定       |          |
| 李承熹         | 四川省             | 1998年12月18日（26歳） |       | 盛宏娯楽                     |                                                               | 待定       |          |
| 李振緯         | 台湾               | 1998年11月8日（26歳）  | 175cm | 創造力娯楽                   | C.T.O メンバー 娯楽百分百 出演                                | 待定       |          |
| 陳家瑨         | タイ王国           | 1998年7月23日（26歳）  |       | 漢森娯楽                     |                                                               | 待定       |          |
| 劉沢旭         | タイ王国           | 1998年7月23日（26歳）  |       | CHAAN CREATIONS              |                                                               | 待定       |          |
| 羅傑           | 重慶市             | 1998年7月19日（26歳）  | 183cm | 麥鋭娯楽                     | MERXIC 元メンバー ALLIN男団 偶像練習生 出演                   | 進港       |          |
| 湯寓欽         | 遼寧省             | 1998年2月15日（27歳）  | 187cm | SDT娯楽                      |                                                               | 待定       |          |
| 蘭陶倚         | 北京市             | 1997年6月26日（27歳）  |       | 萌月文化                     | AZA微唱団 メンバー                                            | 待定       |          |
| 翁宇慶         | 台湾               | 1997年2月11日（28歳）  | 175cm | 創造力娯楽                   | C.T.O メンバー 娯楽百分百 出演 超級接班人 出演                | 待定       |          |
| 張銘軒         | 吉林省             | 1996年11月21日（28歳） | 189cm | 好好榜様                     | 創造営2019 出演 神奇的漢字 出演                               | 待定       |          |
| 楊悦           | 北京市             | 1996年9月4日（28歳）   |       | 萌月文化                     | AZA微唱団 メンバー                                            | 待定       |          |
| 李子堯         | 陝西省             | 1996年6月22日（28歳）  |       | 萌月文化                     | AZA微唱団 メンバー                                            | 待定       |          |
| 呉善宇         | 福建省             | 1996年5月16日（28歳）  | 178cm | 辰星娯楽                     | 銀河少年団 メンバー                                           | 待定       |          |
| 凡宇           | 北京市             | 1996年3月5日（29歳）   |       | 奇大音楽                     |                                                               | 辞退       |          |
| 蕭易恩         | 台湾               | 1993年10月9日（31歳）  |       | 万立達娯楽                   | 舞蹈風暴 メンバー                                             | 待定       |          |